# Isla Patrulla
Isla Patrulla o Villa María Isabel es una localidad uruguaya del departamento de Treinta y Tres.

## Ubicación
La localidad se encuentra situada en la zona noroeste del departamento de Treinta y Tres, en la 5ª Sección Judicial del departamento, sobre la cuchilla de los Ladrones, al sur de la Cañada de Los Molles, que es afluente del arroyo Yerbal Grande, y junto a la ruta 98.

## Historia
Villa María Isabel debe su nombre a la esposa de Francisco Cruz, dueño de los campos de esa zona.
El nombre de Isla Patrulla surge, según la versión popular, de que en esa época, y aprovechando las bondades de la naturaleza, los ladrones se escondían en una isla de talas y coronillas. Debido a esto la policía ordena a pedido de los pobladores una patrulla de 4 o 5 integrantes que arman campamento en esa isla. Como una forma de hacer conocer su lugar, se le llamaba «la isla de la patrulla», nombre que con el paso del tiempo quedó como «Isla Patrulla».
En 1913 Ramón Sola y Ramón Fernández realizan la subdivisión de las tierras ocupadas por pobladores, entre los que se encontraban: Antonio Magallanes, Segundo Chiribao, Mónico Sosa, Antonio Vico, Ramona Rodríguez, Rosalía Collazo, Pedro Sosa y Pablo Pereira.
El agua se instaló con la llegada de la bomba el 7 de junio de 1966. El 18 de mayo de 1980 se completan las obras de electrificación, y en 1982 se instaló la primera cabina telefónica.
En 1968, en forma casual, se hizo un hallazgo de oro en patios de la Escuela N.º 3 de esa localidad. Un niño a la hora del recreo halló una piedrita que le llamó la atención por su brillo. Por este motivo se iniciaron estudios serios en busca de ese metal.
En la zona vivieron grandes personalidades nacionales, como ser el gran dramaturgo Florencio Sánchez que pasó largas temporadas en la estancia de don Francisco Cruz, donde se cuenta que cortejaba a una de sus hijas.

## Población
Según el censo del año 2011 la localidad contaba con una población de 230 habitantes.
| 324           | 233 | 209 | 200 | 236 | 230 |
| (Fuente: INE) |     |     |     |     |     |